# Сражение за Мехув
Сражение за Мехув (польск. Bitwa pod Miechowem) — бой между русской армией и отрядом польских повстанцев, состоявшийся 5 (17) февраля 1863 года, во время польского восстания 1863—1864 годов.

## Предыстория
Руководство действиями русских войск против повстанцев в Радомском отделе было возложено на генерал-лейтенанта Ушакова, который сосредоточил войска своего отдела в Мехове, Кельцах, Конске и Радоме, после чего посылал оттуда подвижные колонны для разгрома повстанческих отрядов. 
Между тем, находившийся с 10 (22) января во главе поляков краковский воевода Аполинарий Куровский сумел собрать в окрестных Ойцуву лесах отряд числом около 250 человек, и из-за непредусмотрительности регулярных войск 26 января (7 февраля) с боем занять Сосновец — стратегический важный городок на границе с Австрийской империей, благодаря этому получить значительное пополнение в живой силе и оружии, и уже 28 января (9 февраля) овладеть самим Ойцувом. После чего он разместил там свой штаб, и сосредоточил основную массу сил. Из Ойцува Куровский фактический контролировал окрестности, а численность его отряда к тому времени выросла более чем в 10 раз. 
Лишь тогда осознав всю серьезность противника, против Куровского были отправлены отряды полковника Островского из Ченстохова и князя Багратиона из Мехува. Багратион выступил из Мехова 2 (14) февраля, с намерением отрезать Куровского от австрийской границы, тем самым перекрыв ему возможность получать пополнение людскими и материальными ресурсами. В самом Мехуве Багратион оставил две роты Смоленского полка. Между тем, Куровский в ночь на 4 (16) февраля занял Скалу и узнав, что Багратион выступил из Мехова, решил неожиданно напасть на город с юга — главными силами (2 000 человек), а с запада — отрядом Цыбульского (500 человек).

## Сражение за Мехув
Около полудня 4 (16) февраля главные силы мятежников выступили из Скалы и в час ночи стали на ночлег в деревне Чапли. Цыбульскому было приказано к 5 часам утра 5 (17) февраля прибыть в деревню Бискупцы, где и ждать приказаний, причём о нападении на Мехов не упоминалось. Между тем, в Мехове никто не ожидал нападения. Прибывшие 3 (15) февраля из Келец в Мехов и оставленные там 2 роты,  не показывались на улицах, так что повстанцы рассчитывали застать там только инвалидную команду и пограничную стражу. 
Между тем, в Мехове было 550 человек под началом пограничной стражи майора Непенина. Получив на рассвете сведения о наступлении Куровского, Непенин поднял роты в ружьё, жителям запрещено было выходить на улицу, многие дома были приведены в оборонительное состояние, к защите города были привлечены все нестроевые чины.
В начале 5-го часа утра Куровский начал наступление, и повстанцы ворвались в город. Завязался уличный бой. Так как город оказался сильнее занятым, чем предполагал Куровский, он приказал начать отступление. Этого было довольно, чтобы вся масса повстанцев обратилась в бегство. Смятение увеличилось ещё тем, что во время отступления в толпу врезалась кавалерия Роса из отряда Цыбульского. Бой окончился около 9 часов утра фатальным поражением мятежников.

## Последствия
Потери регулярных войск по русским данным составили 7 убитых и 32 раненых (в том числе 4 тяжело). Повстанцев убито было около 300 человек, 67 захвачено в плен (из них 15 ранеными). Кроме того регулярными войсками у повстанцев были отбиты: 43 лошади, 467 ружей (в том числе около 100 штуцеров), 12 револьверов, 28 кремнёвых дульнозарядных пистолетов и около 450 единиц холодного оружия. По польским данным регулярные войска потеряли в сражении около 70 человек убитыми и ранеными.
Это поражение нанесло весьма чувствительный удар по престижу восстания, и практический фатальный по репутации самого Куровского, так как в течение пяти последующих после поражения дней, мятежниками Куровского в спешке были оставлены все ранее занятые ими населенные пункты, что сделало все достигнутые отрядом победы фактический бессмысленными.
Сам Аполинарий Куровский 11 (23) февраля 1863 года приказом Национального правительства был снят с должности командующего и обязан был явиться в Краков на заседание революционного суда. Остатки его отряда к тому времени отступившие к Малогощу были присоединены к силам генерала Лангевича, и более не принимали участия в восстании, как самостоятельная боевая единица.